# Antoni Sym (pilot)
Antoni Sym (ur. 14 lutego 1911 we Lwowie, zaginął 6 maja 1941 nad kanałem La Manche koło Hawru) – podporucznik rezerwy pilot 6 pułku lotniczego we Lwowie; pilot sportowy Aeroklubu Lwowskiego; pilot PLL LOT w latach 1938–1939; porucznik pilot w 304 Dywizjonie Polskich Sił Powietrznych w Wielkiej Brytanii; jego samolot wraz z załogą został zestrzelony podczas lotu bojowego nad kanałem La Manche. Awansowany pośmiertnie na kapitana.

## Życiorys

### Fascynacja lotnictwem
Sym od czasu studiów we Lwowie był członkiem Aeroklubu Lwowskiego na lotnisku w Skniłowie. Brał udział w zawodach lotniczych na RWD-8.
Od 12 września 1932 odbywał przeszkolenie wojskowe, podczas którego w okresie od 12 lutego do 21 sierpnia 1933 roku ukończył kurs w Szkole Podchorążych Rezerwy Lotnictwa w Dęblinie, uzyskując stopień podporucznika rezerwy pilota z przydziałem do 6 pułku lotniczego we Lwowie stacjonującym na lotnisku w Skniłowie.
15 stycznia 1938 został pilotem w PLL LOT, doszkalając się na dużych dwumotorowych samolotach i poznając przestrzeń powietrzną Europy. W sierpniu 1939 był pilotem III kategorii PLL LOT.

### Odwrót w kampanii wrześniowej
1 września 1939 roku przydzielony jako I pilot do załogi samolotu aerofotogrametrycznego PLL LOT SP-AMH, Fokker F.VIIB/3m, który w stanie wojny stanowił rezerwę plutonu fotolotniczego Wojskowego Instytutu Geograficznego, stacjonującego w Ogrodzienicach koło Grójca. 5 września wykonał stamtąd przelot do Żabczyc koło Pińska, a następnie do Czerniowiec, skąd 14 września poleciał na lotnisko Băneasa w Bukareszcie. Tam samolot został zajęty przez władze rumuńskie  
Antoni Sym udał się drogą lądową i morską do Francji docierając 30 października 1939 do portu w Marsylii. Został przydzielony do formowanego polskiego dywizjonu bombowego stacjonującego na lotnisku St-Jaques koło Rennes w Bretanii, a następnie został skierowany na szkolenie do Wielkiej Brytanii.

### Służba w Polskich Siłach Powietrznych
W Polskich Siłach Powietrznych został zarejestrowany pod numerem P-0014, a 24 sierpnia 1940 otrzymał przydział do nowo tworzonego 304 dywizjonu bombowego na lotnisku RAF Bramcote. W dywizjonie szkolił się na bombowcach Fairey Battle, a od grudnia 1940 na Wellingtonach na lotnisku RAF Syerston. 
Antoni Sym został wybrany do pierwszej operacji bojowej dywizjonu w nocy z 24 na 25 kwietnia 1941 jako dowódca pilot jednej z dwóch załóg, z zadaniem bombardowania zbiorników paliw w porcie Rotterdam. W tym locie członkiem załogi był ppłk pil. Piotr Dudziński – dowódca dywizjonu. Z powodu mgły nie udało się odnaleźć celu i bomby wyrzucono do morza.  
Drugi lot bojowy załoga Antoniego Syma wykonała nocą 29 kwietnia 1941, również z zadaniem zbombardowania portu w Rotterdamie. Trzeci lot w dniu 2 maja 1941 był nad Emden.
Nocą z 6 na 7 maja 1941 zadaniem 10 załóg z dywizjonów 304 i 305 lecących w składzie grupy RAF było zbombardowanie portu w Hawrze. Ze względu na możliwość ograniczonej mgłą widoczności portu Hawr, obiektem zastępczym był port w Cherbourgu. Załoga Antoniego Syma w składzie: por. pil. Antoni Sym, sierż. pil. Władysław Żołnowski, por. naw. Feliks Sobieralski, sierż. rtg. Leon Hampel, sierż. strz. Stanisław Białek, por. strz. Stanisław Duchnicki podczas tej operacji została zestrzelona nad kanałem La Manche przez myśliwiec lub artylerię przeciwlotniczą. Ciało Władysława Żołnowskiego morze wyrzuciło na brzeg w południowej Anglii (został pochowany na cmentarzu w Newark-on-Trent), a ciało Feliksa Sobieralskiego – 19 września 1940 roku na brzeg holenderski (został pochowany na cmentarzu w Noordwijk). 
Ciała Antoniego Syma i pozostałych członków załogi spoczęły w morzu.

### Życie rodzinne
Ojciec Antoniego, Alfred Sym, pracował jako asystent kolejowy we Lwowie, a od lata 1914 roku – w Złoczowie. Był bratem Antoniego Syma, leśnika. Zginął 27 marca 1919 roku w wyniku represji nowych władz ukraińskich, które zarządzały miastem od 1 listopada 1918 roku. Matka Janina z domu Hupałowska została z trójką małych dzieci: Antonim (l. 8), Marią (l. 5) oraz Tadeuszem (l. 3) i mogła tylko liczyć na wsparcie swoich rodziców mających majątek w Woroniakach.
Antoni ukończył Gimnazjum Humanistyczne im. Króla Jana Sobieskiego w Złoczowie 5 lipca 1929 roku i jesienią rozpoczął studia na Wydziale Matematyczno-Przyrodniczym Uniwersytetu Jana Kazimierza we Lwowie. Studia, z przerwami na służbę wojskową, ukończył w 1937 roku.
Antoni Sym nie założył rodziny. Jego siostra Maria, żona kolegi Antoniego, Rudolfa Vőepla, po jego wywiezieniu przez NKWD w czasie kampanii wrześniowej została z córeczką Aliną deportowana za Ural. Z Armią Andersa udało się jej dotrzeć do Anglii, ale już po zaginięciu brata. Matka Syma, Janina wojnę przeżyła w Warszawie.

## Awanse
Stopnie wojskowe w Polsce
- plutonowy podchorąży – od marca 1934 (II RP)
- podporucznik rezerwy, pilot eskadrowy – od 10 października 1937 (II RP)
- porucznik – od 1 marca 1941 (PSZ)
- kapitan – pośmiertnie 1941 (PSZ)

Stopnie wojskowe w lotnictwie brytyjskim
- Pilot Officer (P/O) – od 1 sierpnia 1940
- Flying Officer (F/O) – od 1 marca 1941

## Odznaczenia
- Krzyż Walecznych (pośmiertnie 1941)
- Medal Lotniczy (dwukrotnie 30 sierpnia 1946)

## Upamiętnienie
- Polish War Memorial w Londynie koło bazy RAF Northolt z listą poległych polskich lotników
- Pomnik Lotników Polskich poległych w II wojnie światowej w Warszawie na Polu Mokotowskim, kpt. Sym jest wymieniony na tablicy.